# ビズスキオ
ビズスキオ（イタリア語: Bisuschio）は、イタリア共和国ロンバルディア州ヴァレーゼ県にある、人口約4,300人の基礎自治体（コムーネ）。

## 地理

### 位置・広がり

#### 隣接コムーネ
隣接するコムーネは以下の通り。
- アルチザーテ
- ベザーノ
- クアッソ・アル・モンテ
- ヴィッジュ

### 地震分類
イタリアの地震リスク階級 (it) では、4 に分類される
。

## 行政

### 分離集落
ビズスキオには、以下の分離集落（フラツィオーネ）がある。
- Piamo, Pogliana, Ravasina, Rossaga, Ponte, Zerbi